# Cinquante Briques pour Jo
Pour plus de détails, voir Fiche technique et Distribution.
Cinquante Briques pour Jo est un film français réalisé par Jean Maley et sorti en 1970.

## Fiche technique
- Titre : Cinquante Briques pour Jo
- Réalisation : Jean Maley
- Scénario : Michel Dubosc
- Photographie : Guy Maria
- Montage : Yolande Marin
- Musique : Camille Sauvage
- Production : C.T.I.
- Pays :  France
- Durée : 87 minutes
- Date de sortie : France - 21 janvier 1970

## Distribution
- Sylvie Bréal : Laura
- Henri Lambert : Bibi
- Alexandre Mincer : Jo
- Alain Bouvette : Freddy
- Michel Charrel : Roger